# جانيت ديكون
جانيت ديكون (بالإنجليزية: Janette Deacon)‏ هي عالمة آثار جنوب أفريقية، ولدت في 25 نوفمبر 1939 في كيب تاون في جنوب أفريقيا.